# Giải thưởng phim truyền hình Hàn Quốc lần thứ 8
Giải thưởng phim truyền hình Hàn Quốc lần thứ tám (tiếng Hàn: 코리아 드라마 어워즈) là một lễ trao giải cho những bộ phim truyền hình xuất sắc của Hàn Quốc được diễn ra tại Trung tâm Văn hóa Nghệ thuật Gyeongnam ở Jinju, Nam Gyeongsang vào ngày 9 tháng 10 năm 2015. Danh sách đề cử bao gồm những bộ phim Hàn Quốc phát sóng từ tháng 10 năm 2014 đến tháng 9 năm 2015.

## Đề cử và kết quả
(Người giành giải được in đậm)
| Grand Prize (Daesang) | Phim xuất sắc nhất |
| --- | --- |
| - Kim Soo-hyun - Hậu trường giải trí - Cha Seung-won - Triều đại huy hoàng - Ji Sung - Tìm lại chính mình - Joo Won - Thiên tài lang băm - Yoo Dong-geun - Gia đình kỳ quặc | - Misaeng (tvN) - Thế giới tin đồn (SBS) - Tìm lại chính mình (MBC) - Hậu trường giải trí (KBS2) - Thiên tài lang băm (SBS)                                           |
| Đạo diễn xuất sắc nhất | Biên kịch xuất sắc nhất |
| - Seo Soo-min, Pyo Min-soo - Hậu trường giải trí - Ahn Pan-seok - Thế giới tin đồn - Jo Hyun-tak - Người hầu - Kim Jin-man - Tìm lại chính mình - Kim Won-seok - Misaeng    | - Jang Hyuk-rin - Thiên tài lang băm - Jo Hyun-kyung - Người hầu - Jung Yoon-jung - Misaeng - Kim Woon-kyung - Siêu đạo chích - Kwon Ki-young - Xin chào quái vật     |
| Nam diễn viên xuất sắc nhất | Nữ diễn viên xuất sắc nhất |
| - Lee Jong-suk - Pinocchio - Park Hae-jin - Những gã tồi - Park Yoo-chun - Cặp đôi ngoại cảm - Yim Si-wan - Misaeng - Yoo Jun-sang - Thế giới tin đồn                       | - Kim Tae-hee - Thiên tài lang băm - Hwang Jung-eum - Tìm lại chính mình - Jang Na-ra - Xin chào quái vật - Kim Hee-sun - Khi mẹ ra tay - Park Shin-hye - Pinocchio   |
| Nam diễn viên xuất sắc | Nữ diễn viên xuất sắc |
| - Kim Dae-myung - Misaeng - Lee Joon - Thế giới tin đồn - Jo Jung-suk - Ma nữ đáng yêu - Seo In-guk - Xin chào quái vật - Seo Kang-joon - Triều đại huy hoàng               | - Choi Soo-young - Những ngày xuân lại đến - IU - Hậu trường giải trí - Kim Sa-rang - Eun-dong, tình yêu của tôi - Seo Hyun-jin - Thực thần 2 - Uee - Giới thượng lưu |
| Nam diễn viên mới xuất sắc nhất | Nữ diễn viên mới xuất sắc nhất |
| - Park Chanyeol - EXO Next Door - Nam Joo-hyuk - Học đường 2015 - Nam Tae-hyun - Nhà hàng đêm khuya - Seo Young-joo - Con đường tuyết - Yook Sungjae - Học đường 2015       | - Lim Ji-yeon - Giới thượng lưu - Chae Soo-bin - Tổ ấm hạnh phúc - Jo Soo-hyang - Học đường 2015 - Kim Seolhyun - Mứt cam - Lee Sung-kyung - Hoa vương                |
| Nhạc phim xuất sắc nhất | Giải thưởng Đặc biệt |
| - "Auditory Hallucination" (Jang Jae-in) - Tìm lại chính mình | - Yim Si-wan - Misaeng |
| Ngôi sao Hallyu | Giải KDA |
| - Kim Soo-hyun - Hậu trường giải trí - Park Chanyeol - EXO Next Door | - Park Hae-jin - Những gã tồi |
| Ngôi sao hot | Ngôi sao của năm |
| - Seo Kang-joon - Triều đại huy hoàng | - Kim So-hyun - Học đường 2015 |
| Ngôi sao toàn cầu | |
| - Sam Okyere - Cuộc đời như mơ | |
| Giải cống hiến trọn đời | |
| - Kim Young-ae | |